# Alcalosi metabolica
L'alcalosi metabolica, in fisiologia e in patologia, è una forma di alcalosi dovuta a primitivo aumento della concentrazione corporea di bicarbonati (> 26 mEq/l) e della strong ion difference.
Si caratterizza per l'aumento del pH del plasma corporeo (il cui valore normale è compreso tra 7,35 e 7,45).

## Eziopatologia
La fisiopatologia è complessa, poiché i reni sono normalmente in grado di far fronte ad un aumento importante dei bicarbonati plasmatici, espellendoli nelle urine. La comparsa di alcalosi implica meccanismi di sviluppo e poi di mantenimento di alterazioni, che possono persistere anche quando la causa originaria è scomparsa, che comportano una inefficiente escrezione renale di bicarbonati.
Difficilmente la sola somministrazione di bicarbonati comporta alcalosi clinicamente rilevanti.
Inizialmente è presente solo una unica causa primitiva, con una perdita di protoni non volatili o un sovraccarico di bicarbonati, col risultato dell'aumento della strong ion difference (SID) o una riduzione degli acidi deboli; è indotta da una riduzione più importante del cloro che del sodio, o da un aumento relativo di sodio: il deficit di cloro plasmatico comporta un maggiore riassorbimento renale di bicarbonato, necessario per mantenere l'elettroneutralità.
- Alcalosi ipocloremiche (o cloro-sensibili): la perdita di cloro causa un aumento della SID.[1]

Nelle alcalosi da perdite digestive di cloro, quando il succo gastrico ricco di HCl viene rimosso prima di raggiungere il duodeno dove incontrerebbe il bicarbonato prodotto dalle secrezioni bilio-pancreatiche (vomito, aspirazioni gastriche), l'ipocloremia è spesso associata ad ipokaliemia, a causa dell'eliminazione urinaria di potassio accoppiato agli ioni bicarbonato; natriuresi e kaliuresi sono elevate, come la bicarbonaturia, ma non vi è cloriuresi (cloro urinario < 25 mEq/l), con urine scarsamente acide.
Le alcalosi da causa iatrogena per diuretici cloruretici (dell'ansa o tiazidici) producono invece urine ricche di Na+, K+ e Cl- ma povere di bicarbonato, fortemente acide. I bicarbonati plasmatici sono così aumentati relativamente rispetto a sodio e cloro, mentre l'abbondanza di sodio nel tubulo distale promuove la secrezione di H+; la perdita di potassio plasmatico stimola il trasferimento di H+ nel versante intracellulare, determinando riduzione degli H+ plasmatici e aumentata secrezione di H+ urinaria per l'acidosi intracellulare renale.
Anche l'apporto esogeno di soluzioni alcaline (citrati, carbonati, acetati) comporta eccesso di sodio ed aumento della SID.
- Alcalosi normocloremiche (o cloro-resistenti): sono più rare, dovute a ritenzione renale di sodio con conseguente aumento della SID. La conseguente eliminazione urinaria di potassio (l'attivazione del sistema renina-angiotensina-aldosterone promuove il riassorbimento di bicarbonato nel dotto collettore, aumentando il riassorbimento di sodio, creando così una differenza elettrica favorevole all'eliminazione di H+ e K+[2]) altera anche il riassorbimento di cloro, perpetuando l'alcalosi. Natriuresi, kaliuresi e cloruresi sono elevate (cloro urinario >40 mEq/l), le urine sono fortemente acide.[1]
- Alcalosi da ipoalbuminemia: la riduzione della albumina plasmatica incrementa la SID.[1]
- Alcalosi da contrazione: in quadri di disidratazione intracellulare con ipernatriemia, l'aumento della SID è secondario ad un aumento di cationi forti plasmatici come il sodio rispetto agli anioni forti (cloro).[1]

Il deficit di cloro comporta una riduzione del riassorbimento renale di sodio, stimolando la secrezione di renina, con iperaldosteronismo secondario e aumentata secrezione di H+.
Una conseguenza del pH alcalino è la riduzione del potassio extracellulare, che viene trasportato nelle cellule, e della quota ionizzata di calcio e magnesio, che si legano di più alle proteine. L'ipokaliemia stimola l'escrezione di H+ ed il riassorbimento di bicarbonati.
Nel rene il dotto collettore espelle H+, che viene seguito dal cloro per mantenere l'elettroneutralità: la secrezione di bicarbonato, in scambio col cloro, è così ridotta dalla bassa concentrazione di cloro.
La fase successiva all'instaurarsi dell'alterazione primitiva è renale e dipende dal riassorbimento tubulare dei bicarbonati (con escrezione di ioni H+), indotto dall'ipocloremia, dall'ipokaliemia, dall'iperaldosteronismo, e dall'ipovolemia; è quindi caratterizzata da aciduria paradossa. Diminuendo il pool del cloro plasmatico, anche le alcalosi non cloro-sensibili diminuiscono così l'eliminazione renale di cloro.

### Compenso
Il compenso sarà respiratorio per mezzo della diminuzione della ventilazione. Nella pratica il compenso sarà immediato: per 10 mEq/L di aumento di HCO3-, si ha un aumento di 5 mmHg di pCO2.
L'aumento del pH deprime il centro del respiro, ma tale compenso è il più inefficace di tutti: l'ipoventilazione e l'aumento della pCO2 comportano ipossiemia, quindi solitamente non si superano valori di pCO2 superiori a 55/60 mmHg, e l'aumento della pCO2 stimola l'escrezione di H+ mitigando quindi la riduzione del pH.

## Clinica

### Diagnostica
All'EGA: pH elevato, la pCO2 normale o alta, mentre i bicarbonati sono elevati.

### Segni e sintomi
L'alcalosi metabolica è solitamente asintomatica. Può mostrare segni clinici con pH >7,55, poco specifici: vomito incoercibile, confusione, astenia. Le turbe del ritmo cardiaco riflettono le variazioni della kaliemia.

## Trattamento
Il trattamento delle alcalosi metaboliche si basa sulla correzione delle cause e dei meccanismi patologici di mantenimento: per le alcalosi cloro-sensibili la correzione si ha normalizzando il cloro plasmatico, per le cloro-resistenti bisogna normalizzare il potassio e i mineralcorticoidi. La dialisi è efficace e indicata quando la funzionalità renale è compromessa.
Nelle alcalosi cloro-sensibili l'apporto di NaCl è essenziale, ma insufficiente, pertanto è necessario affiancare KCl, per correggere l'ipokaliemia, sempre presente. La soluzione salina isotonica ristabilisce il volume extracellulare e migliora la filtrazione glomerulare. Nelle alcalosi iatrogene da diuretici, bisogna adeguare la terapia con un risparmiatore di potassio e apporto di KCl, mentre NaCl può essere controindicato.

### Acidificazione
Gli acidificanti consentono un miglioramento rapido del pH inducendo un sovraccarico di ioni H+; vanno riservati alle alcalosi metaboliche gravi quando non vi sono altri margini terapeutici. L'acido cloridrico si trasforma in acqua, Cl- e CO2: l'acqua libera può diffondere omogeneamente tra spazio intra- ed extracellulare, ed è pertanto utilizzabile in caso di insufficienza renale o epatica e in quegli stati edematosi in cui è controindicato l'apporto di NaCl.
L'acetazolamide comporta l'eliminazione renale di bicarbonati, ma anche di sodio, acqua e potassio, potendo così peggiorarne la deplezione: la sua unica indicazione è l'alcalosi metabolica post-ipercapnica, una forma di sovracompenso renale all'acidosi respiratoria.